# Darevskia
Darevskia es un género de lagartijas de la familia Lacertidae.
Se distribuyen por el sudeste de Europa y el sudoeste de Asia.

## Lista de especies
Se reconocen las siguientes:
- Darevskia alpina (Darevsky, 1967)
- Darevskia aghasyani Tuniyev & Petrova, 2019[2]
- Darevskia armeniaca (Méhely, 1909)
- Darevskia arribasi Tuniyev, Petrova & Lotiev, 2023[3]
- Darevskia bendimahiensis (Schmidtler, Eiselt & Darevsky, 1994)
- Darevskia bithynica (Méhely, 1909)
- Darevskia brauneri (Méhely, 1909)
- Darevskia caspica[4] Ahmadzadeh, Flecks, Carretero, Mozaffari, Böhme, Harris, Freitas & Rödder, 2013
- Darevskia caucasica (Méhely, 1909)
- Darevskia chlorogaster (Boulenger, 1908)
- Darevskia clarkorum (Darevsky & Vedmederja, 1977)
- Darevskia daghestanica (Darevsky, 1967)
- Darevskia dahli (Darevsky, 1957)
- Darevskia defilippii (Camerano, 1877)
- Darevskia derjugini (Nikolsky, 1898)
- Darevskia dryada (Darevsky & Tuniyev, 1997)
- Darevskia kamii[4] Ahmadzadeh, Flecks, Carretero, Mozaffari, Böhme, Harris, Freitas & Rödder, 2013
- Darevskia kopetdaghica[4] Ahmadzadeh, Flecks, Carretero, Mozaffari, Böhme, Harris, Freitas & Rödder, 2013
- Darevskia lindholmi (Lantz & Cyrén, 1936)
- Darevskia mixta (Méhely, 1909)
- Darevskia parvula (Lantz & Cyrén, 1913)
- Darevskia pontica (Lantz & Cyrén, 1919)
- Darevskia portschinskii (Kessler, 1878)
- Darevskia praticola (Eversmann, 1834)
- Darevskia raddei (Boettger, 1892)
- Darevskia rostombekovi (Darevsky, 1957)
- Darevskia rudis (Bedriaga, 1886)
- Darevskia sapphirina (Schmidtler, Eiselt & Darevsky, 1994)
- Darevskia saxicola (Eversmann, 1834)
- Darevskia schaekeli[4] Ahmadzadeh, Flecks, Carretero, Mozaffari, Böhme, Harris, Freitas & Rödder, 2013
- Darevskia steineri (Eiselt, 1995)
- Darevskia unisexualis (Darevsky, 1966)
- Darevskia uzzelli (Darevsky & Danielyan, 1977)
- Darevskia valentini (Boettger, 1892)